# Incident (procesrecht)
Het incident is een begrip uit het Nederlandse burgerlijk procesrecht, dat betrekking heeft op aspecten van het proces, buiten het materiële (inhoudelijke) geschil om. Het is geen vastomlijnd begrip, maar bekende incidenten zijn:
- wraking (art. 36-41 Rv)
- schorsing (art. 225 Rv)
- vrijwaring (art. 210 Rv)
- voeging en tussenkomst (art. 217 Rv)
- verwijzing (art. 220 Rv)
- het verzoeken van een voorlopige voorziening (art. 223 Rv)

## Terminologie
Het incident moet niet worden verward met incidenteel appel of incidenteel beroep in hoger beroep of cassatie.